# 불환지폐

불환지폐(不換紙幣, 영어: fiat money)는 한 나라의 화폐제도의 기초가 되는 본위 화폐와의 교환이 보증되어 있지 않는 지폐를 가리키는 단어이다. 20세기 중반 이전의 금 혹은 은에 대한 태환이 보증되어 있던 태환지폐의 반대 의미로 쓰인다. 중앙 은행의 신용에 의해 유통되는 지폐라고 하여 신용 지폐라고도 불린다.
현재 일반적인 유통 화폐는 불환지폐이다. 관리통화제도에 따라 통화 공급량이 조정되고 신용을 유지하고 있기 때문에 태환 없이도 유통되고 있다. 불환지폐의 남발은 인플레이션의 요인이 된다.

## 읽을 거리
- 금본위제
- 은본위제

## 같이 보기
- 암호화폐
- 질적저하
- 현대 화폐 이론
- 신용 창출
- 통화량
- 네트워크 효과
- 화폐주조세
- 은화
- 은본위제